# Thomas Demand
Thomas Demand (Monaco di Baviera, 1964) è un fotografo tedesco, che vive e lavora a Berlino.

## Formazione
Dal 1987 al 1989 frequentò l'Accademia di Belle Arti di Monaco di Baviera (Akademie der Bildenden Künste), poi fino al 1992 l'Accademia d'Arte di Düsseldorf (Kunstakademie Düsseldorf), nello stesso anno la Cité des Arts a Parigi e in seguito fino al 1994 il Goldsmiths College dell'Università di Londra.

## Attività artistica
Thomas Demand è noto per le sue fotografie di modelli in tre dimensioni fatte in modo da sembrare vere immagini di stanze o altri ambienti.
I soggetti rappresentati nelle opere di Demand sono spesso collegati a fatti rilevanti della scienza politica o culturale, dagli archivi di Leni Riefenstahl alla cucina del rifugio di Saddam Hussein a Tikrit.
Demand ha rappresentato la Germania alla Bienal de São Paulo nel 2004 e le sue opere sono state il soggetto di una retrospettiva di metà carriera al Museum of Modern Art di New York nel 2005.

## Mostre personali

### 1996
- Galerie de l'ancienne Poste, Calais
- Galerie Tanit, Monaco di Baviera
- Max Protetch Gallery, New York

### 1997
- Galerie Monika Spruth, Colonia
- Victoria Miro Gallery, Londra
- Centre d'art contemporain, Vassivière-en-Limousin

#### 1998
- Kunsthalle, Zurigo
- Kunsthalle, Bielefeld
- Galleria Monica de Cardenas, Milano
- 303 Gallery, New York
- Galerie Schipper + Krome, Berlino
- Kunsthalle, Friburgo

### 1999
- "Tunnel", Art Now 16, Tate Gallery, Londra

### 2000 - 2001
- Fondation Cartier pour l'art contemporain, Parigi
- Victoria Miro Gallery, Londra
- Galerie Peter Kilchmann, Zurigo
- Galerie Monika Spruth, Colonia

### 2001
- Aspen Art Museum, Aspen
- "Thomas Demand con Caruso St. John architetti", Galleria d'arte moderna di Palazzo Pitti, Firenze
- De Appel, Amsterdam
- ArtPace, San Antonio
- Sprengel Museum, Hannover
- 303 Gallery, New York

### 2002
- Lenbachhaus, Monaco di Baviera
- Museo d'arte contemporanea del castello di Rivoli, Castello di Rivoli, Torino
- SITE Santa Fe, Santa Fe
- "Hof", Schipper & Krome, Berlino

### 2003
- Taka Ishii Gallery, Tokyo